# Municipio de Boone (condado de Douglas)
El municipio de Boone (en inglés: Boone Township) es un municipio ubicado en el condado de Douglas en el estado estadounidense de Misuri. En el año 2010 tenía una población de 586 habitantes y una densidad poblacional de 6,22 personas por km².

## Geografía
El municipio de Boone se encuentra ubicado en las coordenadas 36°56′52″N 92°34′37″O / 36.94778, -92.57694. Según la Oficina del Censo de los Estados Unidos, el municipio tiene una superficie total de 94.26 km², de la cual 94,24 km² corresponden a tierra firme y (0,02 %) 0,02 km² es agua.

## Demografía
Según el censo de 2010, había 586 personas residiendo en el municipio de Boone. La densidad de población era de 6,22 hab./km². De los 586 habitantes, el municipio de Boone estaba compuesto por el 96,08 % blancos, el 0,68 % eran afroamericanos, el 0,34 % eran amerindios y el 2,9 % eran de una mezcla de razas. Del total de la población el 1,02 % eran hispanos o latinos de cualquier raza.